# سروصدای پشت صحنه
سروصدای پشت صحنه (انگلیسی: Noises Off) یک فیلم کمدی آمریکایی به کارگردانی پیتر باگدانوویچ محصول سال ۱۹۹۲ است که بر پایهٔ نمایشنامه‌ای به همین نام از مایکل فرین ساخته شد.

## بازیگران
- مایکل کین
- کارول برنت
- دنهلم الیوت
- جولی هاگرتی
- مریلو هنر
- مارک لین-بیکر
- کریستوفر ریو
- جان ریتر
- نیکولت شریدان
- زوئی کاساوتیس